# FS E.331
Die Baureihe E.331 war eine Elektrolokomotiv-Baureihe der staatlichen italienischen Eisenbahn Ferrovie dello Stato. Sie wurde auf dem oberitalienischen Drehstromnetz im leichten Reisezugdienst eingesetzt. Die Lokomotiven waren bis 1963 in Betrieb, keine Lokomotive der Reihe ist erhalten geblieben.

## Geschichte
Die erfolgreiche Entwicklung des oberitalienischen Drehstromnetzes führte nach der Entwicklung der ersten Lokomotiven FS E.550 und FS E.330 ab 1908 zu dem Bestreben der FS, das Monopol der Società Italiana Westinghouse durch die Schaffung einer Lokomotive anderer Konstruktion zu durchbrechen. Daraus entstanden die Lokomotiven der Reihen FS E.331 und FS E.332. Es entstand von dieser Lokomotive 1913 ein Auftrag von 18 Maschinen, wobei für den elektrischen Teil Lizenzen der Firma BBC verwendet wurden. Vorgesehen waren die Lokomotiven für die Verwendung auf mit Drehstrom elektrifizierten Strecken in der Ebene und auf Strecken in Fluss-Gebieten, speziell für die Strecke Genua–Savona, die am 1. September 1916 elektrifiziert wurde.
Die Bezeichnung der Lokomotive ist nach folgenden Schema abgeleitet; E bedeutet Elektrolokomotive, die erste 3 zeigt die Anzahl der gekuppelten Achsen mit drei an, die zweite 3 klassifiziert die Lokomotive als eine mit größeren Kuppelraddurchmesser für die Verwendung von Personenzügen, und die dritte Ziffer 1 zeigt die erste konstruktive Ausführung entsprechend der zwei ersten Ziffern an. Diese Bezeichnung trat seit 1917 in Kraft und wurde ab 1931 mit einem äußeren Schild an dem Kasten kenntlich gemacht.
Auf Grund des Eintritts von Italien in den Ersten Weltkrieg kam es erst 1917 zur Auslieferung aller 18 Lokomotiven. Auch entstanden die Lokomotiven mit einigen Mängeln im mechanischen wie im elektrischen Bereich, die einerseits auf die Umgehung der Patente von Società Italiana Westinghouse als auch auf Kriegsgründe zurückzuführen waren. Dann führte offensichtlich die elektrische Ausrüstung, die komplizierter war als bei den Lokomotiven von Società Italiana Westinghouse zu zahlreichen Störungen, so dass die Lokomotiven im anspruchsvollen Dienst durch die FS E.333 ersetzt wurden. Diese Lokomotive hatte auch ein wesentlich günstigeres Verhältnis von Reibungsgewicht zu Gesamtgewicht, wodurch die Lokomotiven der Reihe E.331 danach den Dienst auf wenig anspruchsvollen Nebenlinien unternahm.
Hauptsächlich war ihr Einsatzgebiet im Bereich Turin und Bussoleno sowie auf der Linie von Turin nach Modane auf ebenen oder wenig geneigten Strecken mit unterschiedlichen Geschwindigkeiten. Nach der Umstellung der Strecken im ursprünglichen Einsatzgebiet auf Gleichstrom oder Dieselbetrieb wurden die Lokomotiven ab 1961 nach Savona umbeheimatet, wo sie bald darauf ausgemustert wurden. Die letzten Lokomotiven wurden 1963 dann vollständig ausgemustert. Verschrottet wurden die Lokomotiven dann bis Ende 1964.
Die Lokomotiven galten nur als Durchschnitt im Bereich der Zuverlässigkeit im Vergleich mit den anderen Lokomotiven des oberitalienischen Drehstromnetzes. Nach dieser Reihe war das Kapitel der Zusammenarbeit der FS mit Firmen aus der Schweiz im Bereich von Drehstromlokomotiven beendet. Auch im Betriebsdienst waren die Lokomotiven nicht sehr beliebt. Es ist aus der Literatur nicht zu entnehmen, dass sie eine Heizeinrichtung für den Reisezugdienst besaßen. Also konnten sie im Winterbetrieb nur mit einem Heizwagen betrieben werden. Der Hauptschalter befand sich bei den Lokomotiven im Rücken des Lokführerstandes ohne Schutzeinrichtung. Dabei soll es Explosionen mit tödlichen Ausgang infolge Überstrom durch das ausspritzende heiße Öl gegeben haben. Das brachte den Lokomotiven den wenig positiven Spitznamen Assassine oder Casse da morto (Kasten des Todes) ein.

## Technische Beschreibung
Die Lokomotiven, und auch die FS E.332 unterschieden sich von den anderen Lokomotiven des oberitalienischen Drehstromnetzes durch die Ausführung als lange glatte Kastenlokomotive ohne jegliche Vorbauten, mit Endführerständen und Aufstiegen auf beiden Seiten sowie die Vorlauf-Drehgestelle. Von der FS E.332 war die Reihe FS E.331 nur nach mehrmaligem Hinsehen zu unterscheiden; der einzige augenscheinliche Unterschied bestand in der Dachform; zwischen den Stangenstromabnehmern hatte die FS E.332 einen zusätzlichen Aufbau; der vordere Teil des Daches bis zum Führerstand war bei ihr leicht angeschrägt, bei der FS E.331 war er gerade.

### Mechanischer Teil
Das Laufwerk der Lokomotive war für einen leichten Bogenlauf auf den kurvenreichen Strecken um Genua ausgewählt worden. Angeregt wurde die Konstruktion durch die Lokomotive E.3101 der Chemin de Fer du Midi aus Frankreich die damals noch als Stangenlokomotive gebaut wurde. Die Fahrmotoren waren im Vergleich zur FS E.330 nach oben verlegt und besaßen einen Durchmesser von 2.140 mm. Von diesen wurden über einen Schrägstangenantrieb zwei zwischen den Laufachsen liegende Blindwellen angetrieben, wovon die Treibräder angetrieben wurden. Das brachte eine erhebliche Gewichtszunahme bei der Lokomotive gegenüber der Konstruktion von Società Italiana Westinghouse, die Lokomotive hatte ein spezifisches Gewicht von 21,5 kW/t. Hinzu kamen noch Störungen durch komplizierteren Massenausgleich.

### Elektrischer Teil
Die elektrische Ausrüstung der Lokomotive ist nach Schweizer Patenten entstanden. Sie sah eine Schaltung der Motoren in Serienschaltung mit 6 und 8 Polen sowie in Parallelschaltung mit 6 und 8 Polen vor. Der von der Fahrleitung übernommene Drehstrom wurde mit dem optimalen Leistungsfaktor den Fahrmotoren zum Antrieb übergeben. Zwischen den vier Fahrstufen wurden keine Flüssigkeitsanlasser wie bei den anderen Lokomotiven des oberitalienischen Drehstromnetzes verwendet, sondern die Stromregelung geschah über metallene Widerstände. Diese Widerstände dienten als sogenannter Beschleuniger zwischen den Dauerfahrstufen. Durch sie wurde eine gleichmäßige Beschleunigung beim Anfahren und beim Wechseln auf eine höhere Geschwindigkeitsstufe ermöglicht. Das brachte ebenfalls eine bedeutende Erhöhung des Gewichtes der Lokomotive; gegenüber der FS E.333 besaß die Lokomotive rund 15 t mehr Gewicht.
Die Lokomotiven arbeiteten in den Geschwindigkeitsstufen 37,5 km/h, 50 km/h, 75 km/h und 100 km/h. Innerhalb dieser Geschwindigkeitsstufen leisteten sie bei 37,5 km/h 950 kW, bei 50 km/h hatten sie eine Leistung von 1.280 kW, bei 75 km/h hatten sie eine Leistung von 2.000 kW und bei Höchstgeschwindigkeit betrug die Leistung 1.900 kW.